# Велимир Сомболац
Велимир Сомболац (Бања Лука, 27. фебруар 1939 — Градишка, 22. мај 2016) био је југословенски и српски фудбалер.

## Биографија
Рођен је 27. фебруара 1939. у Доњој Љубији код Приједора гдје му је отац био на служби. По угледу на старијег брата почео се бавити фудбалом. Почео у бањалучком БСК-у, а са 17 година, 1957. прешао је у ФК Борац заједно са тренером Ацом Мастелом. Мастел је те 1957. године преузео први тим Борца и са собом из БСК-а повео готово целу јуниорску екипу. Након две године у бањалучком Борцу (1957-59) одлази у београдски Партизан. Још док је наступао за Борац добио позив за наступ у младој југословенској репрезентацији. У Нишу, гдје су биле седмодневне припреме за утакмицу са Мађарском, примећен је од стране фудбалера ФК Партизан. На њихову препоруку у Ниш су дошли водећи људи Партизана и на крају су постигли договор да дође у Партизан иако је Сомболац, по сопственом признању, навијач црвено-белих.
За београдски Партизан наступао до 1965. године и одиграо око 260 утакмица. У тих пет година Партизан је 4 пута био првак Југославије: 1961, 1962, 1963. и 1965. године. У дресу Партизана играо је и четвртфинале Купа европских шампиона 1964. године.
Добре игре у Партизану примећене су и од стране селектора па је одиграо и 5 мечева за А репрезентацију. Такође је 10 пута облачио дрес младе репрезентације, а 5 пута био члан Б селекције Југославије. Наступао је за млађе селекције Југославије до 1959. године. Са репрезентацијом је освојио златну медаљу на Олимпијским играма 1960.
Након Партизана прелази у љубљанску ФК Олимпија (1965-70) за коју је одиграо преко 120 утакмица. Олимпија је стварала клуб доводећи претежно играче из Србије и Босне и Херцеговине. У Љубљани је одслужио и војни рок. Након Олимпије једну сезону провео у ријечком Оријенту. После тога пошто није отишао у иностранство одлучио да се врати у Бања Луку и Борац.
Тренерску каријеру почиње 1973. у Слоги из Горњих Подградаца. У Слоги се задржао једну годину а онда поново дошао у Борац и био помоћник шефу стручног штаба Борису Маровићу. У ФК Козара из Градишке одлази 1976. где је самостално три године водио ову екипу у Републичкој лиги Босне и Херцеговине.
Након распада Југославије, Велимир Сомболац је радио у Фудбалском савезу Републике Српске. Од 1998. до 2001. био је селектор репрезентације Републике Српске и координатор омладинских селекција ФСРС.
У акцији бањалучких новина Глас Српске одржаној 2006. године, некадашњи тренери, играчи и људи који су безмало цели век провели уз Борац изабрали су "Идеалну једанаесторицу" Борца и међу њима је био Велимир Сомболац.
Добитник је награде за животно дјело "Др Милан Јелић".
Живио је и радио у Градишци. Преминуо је 23. маја 2016. Сахрањен је 24. маја 2016. на Градском гробљу Брестовчина.